# 斉藤優一
斉藤 優一（さいとう ゆういち）は、日本の元子役。
主に８０年代、映画やテレビドラマで活躍した。

## 出演作品
映画
- 子どものころ戦争があった（1981年、松竹） - 蓮池太郎 役
- こんにちはハーネス（1983年、こぶしプロ） - 西島次郎 役
- さらば箱舟（1984年公開※製作は1982年、ATG） - 時任大作（少年時代）役

テレビドラマ
- 傑作推理劇場「艶やかな罠」（1980年、テレビ朝日）
- 暴れん坊將軍 - 第129話「父よあなたは偉かった」（1980年、テレビ朝日） -  由之助 役
- 土曜ワイド劇場「目撃」（1981年、テレビ朝日） -  桂木京太 役
- 大江戸捜査網 第5シリーズ - 第112話「にせ小判一万両」（1981年、東京12チャンネル）
- ポーツマスの旗 - 第2部「バラと謀略」（1981年、NHK）
- 俺はご先祖さま - 第6話「赤ちゃん、どこから…？」（1982年、日本テレビ）
- 柳生新陰流- 第8話「江戸に渦まく陰謀」（1982年、テレビ東京）
- 立花登　青春手控え - 第20話「しぐれみち」（1982年、NHK）
- モモ子シリーズ「十二年間の嘘」（1982年、TBS）
- 火曜サスペンス劇場（日本テレビ）
  - 「重婚」（1983年） - 船越洋一郎 役
  - 「湾岸に消えた女」（1989年）
- 宮本武蔵（1984年 - 1985年、NHK） - 宮本武蔵（少年時代） 役
- 宇宙刑事シャイダー - 第32話「僕と君のメロディ」（1984年、テレビ朝日） - オズマ 役
- 第一生命スペシャル「肝っ玉ママとオチャメな天使」（1986年、フジテレビ）
- はぐれ刑事純情派 第4シリーズ - 第3話「豆腐を万引きした男!?」（1991年、テレビ朝日） - 大山晃 役